# نادي العيون موسم 2014–15
شاركَ نادي العيون في دوري الدرجة الثانية السعودي 2014–15 حيثُ خاض 18 مباراةً نجحَ خلالها في حصدِ 17 نقطة فقط وهو ما مكّنه من احتلالِ المركز السابع في المجموعة أ في جدول ترتيب الدوري خلف نادي الترجي الذي حلَّ سادسًا برصيدِ 22 نقطة بفارف خمس نقاطٍ كاملة عن النادي الأحسائي.

## نظرة عامّة
| المنافسة                    | أول مباراة                 | آخر مباراة          | الدور الافتتاحي | المركز النهائي | السجل | السجل | السجل | السجل | السجل | السجل | السجل | السجل   |
| المنافسة                    | أول مباراة                 | آخر مباراة          | الدور الافتتاحي | المركز النهائي | لعب   | ف     | ت     | خ     | له    | عليه  | ف.أ.  | الفوز % |
| --------------------------- | -------------------------- | ------------------- | --------------- | -------------- | ----- | ----- | ----- | ----- | ----- | ----- | ----- | ------- |
| دوري الدرجة الثانية السعودي | 18 تشرين الأول/أكتوبر 2014 | 27 شباط/فبراير 2015 | الجولة الأولى   | المركز الأول   | 18    | 4     | 5     | 9     | 19    | 24    | −5    | 022٫22  |
| كأس الملك                   | –                          | –                   | –               | –              | 0     | 0     | 0     | 0     | 0     | 0     | +0    | —       |
| كأس ولي العهد               | –                          | –                   | –               | 0              | 0     | 0     | 0     | 0     | 0     | 0     | +0    | —       |
| المجموع                     | المجموع                    | المجموع             | المجموع         | المجموع        | 18    | 4     | 5     | 9     | 19    | 24    | −5    | 022٫22  |

آخر تحديث: نهاية الموسم
المصدر: المنافسات

### حصيلة النتائج
| الفريق ╲ الجولة | 1 | 2 | 3 | 4 | 5 | 6 | 7 | 8 | 9 | 10 | 11 | 12 | 13 | 14 | 15 | 16 | 17 | 18 |
| --------------- | - | - | - | - | - | - | - | - | - | -- | -- | -- | -- | -- | -- | -- | -- | -- |
| العيون          | L | D | L | W | W | L | L | L | D | D  | L  | L  | W  | L  | D  | W  | L  | D  |

### ملخص النتائج
| شامل | شامل | شامل | شامل | شامل | شامل | شامل | شامل | على أرضه | على أرضه | على أرضه | على أرضه | على أرضه | على أرضه | خارج أرضه | خارج أرضه | خارج أرضه | خارج أرضه | خارج أرضه | خارج أرضه |
| لعب  | ف    | ت    | خ    | أ.ل  | أ.ع  | ف.أ  | ن    | ف        | ت        | خ        | أ.ل      | أ.ع      | ف.أ      | ف         | ت         | خ         | أ.ل       | أ.ع       | ف.أ       |
| ---- | ---- | ---- | ---- | ---- | ---- | ---- | ---- | -------- | -------- | -------- | -------- | -------- | -------- | --------- | --------- | --------- | --------- | --------- | --------- |
| 18   | 4    | 5    | 9    | 19   | 24   | −5   | 17   | 3        | 1        | 5        | 10       | 9        | +1       | 1         | 4         | 4         | 9         | 15        | −6        |

## الدوري

### معلومات عامّة
النصف الأول
دخل النجوم موسمِ الجديد وعينهُ على تحقيق نتائج إيجابيّة للبقاء في دوري الدرجة الثانيّة على الأقل، فاصطدم في الجولة الأولى بنادي النجوم في مباراةِ ديربي بطعمٍ أحسائي حسمها النجوم لصالحه بهدفٍ نظيفٍ، ثمّ عاد العيون بنقطة تعادلٍ ثمينةٍ في الجولة الثانيّة من ملعب الأمير فيصل بن فهد بالعاصِمة السعودية الرياض حينما فرض تعادلًا إيجابيًا (1 – 1) على نادي الحمادة، لكنّه عاد لدوامة الإخفاقِ من جديدٍ حينما سقط على أرضيّة ملعبه بالأحساء أمام نادي الأخدود بهدفين مقابل واحد وهو ما عقّد من وضعيته في بداية الدوري.
انتفض العيون في الجولة الرابعة فنجحَ في تحقيقِ أول انتصارٍ له في الدوري وكان ذلك على حسابِ نادي البدائع في منطقة القصيم بهدفين مقابل واحد، ثمّ أتبعها بانتصارٍ هو الثاني على التوالي في الجولة الخامسة وذلك على حسابِ نادي الصقور بأربعة أهداف دون مقابل وهو أكبر انتصارٍ يُحقّقه الفريق الأحسائي في الدوري هذا الموسم. انتصارات العيون توقّفت في الجولة السادسة حينما سقطَ في فخّ الهزيمة على ملعبهِ أمام نادي وج بهدفين مقابل واحد.
فشلَ العيون في الاستيقاظ من كبوة الجولة الماضية، حيثُ خسر من جديدٍ في الجولة السابعة أمام الترجي في القطيف بثلاثة أهداف مقابل واحد، وعاد للسقوطِ من جديدٍ في ثالثِ خسارةٍ له على التوالي وكانت هذه المرة ضدّ نادي أحد على أرضيّة ملعب الأمير عبد الله بن جلوي. نجحَ العيون أخيرًا في كسر سلسلة خسائره والتي وصلت الرقم ثلاثة بعدما تعادل في الجولة التاسعة أمام نادي المزاحمية بهدفٍ في كلّ شبكة على أرضيّة ملعب الأمير فيصل بن فهد بالرياض.
خلال تسعِ جولاتٍ لعبها، فازَ العيون في مبارتين فقط وتعادل في مثلهما بينما خسر خمس مباريات وهو ما جعله يحتلُّ مركزًا متأخرًا في جدول ترتيب الدوري برصيدِ 8 نقاط.
النصف الثاني
حاول العيون في تدارك الأمور في النصفِ الثاني من الدوري خاصّة أنه أنهى النصفَ الأول بشكل سيء. عاد العيون لخوض مباراة ديربي أمام نظيرهِ الأحسائي الآخر النجوم متصدر الترتيب ونجحَ في فرض التعادل عليهِ خارجًا بنقطة ثمينة، لكنّه عاد لتضييع النقاطِ من جديدٍ حينما خسر في الجولة الحادية عشر أمام نادي الحمادة بهدف نظيف، قبل أن يتلقى خسارةً أخرى أمام نادي الأخدود بهدفين نظيفين في مدينة نجران جنوب المملكة.
انتفضَ العيون أخيرًا ففازَ في الجولة الثالثة عشر على حسابِ البدائع في الأحساء، ثمّ تقاسم النقاط في الجولة الخامسة عشر حينما تعادل مع وج في الطائف، قبل أن ينتصر على الترجي في ملعب الأمير عبد الله بن جلوي بهدفٍ نظيفٍ مُعوضًا بعضًا من النقاط التي أهدرها في المباريات السابقة.
سافر العيون صوب المدينة المنورة وعينهُ على النقاط الثلاث من أجل الخروجِ من المراكز الأخيرة لكنه تلقى هناك ضربة موجعة حينما سُحق على يدِ نادي أحد بثلاثة أهداف مقابل واحد، واستمر تدهور الفريق حينما تعادل على أرضيّة ميدانهِ في الجولة الثامنة عشر أمام المزاحمية، قبل أن يختتم الدوري بخسارةٍ هي التاسعة له في الدوري هذا الموسم أمام نادي الصقور في إطارِ مباريات الجولة الرابعة عشر المؤجّلة.
خسر العيون أربع مباريات وتعادل في ثلاثة بينما فاز في اثنين فقط وذلك في تسعِ جولاتٍ لعبها جامعًا تسع نقاطٍ فقط وهو ما مكّنه من احتلالِ المركز السابع من أصل عشرة فرق في جدول ترتيب المجموعة أ.

### قائمة المباريات
جدول الترتيب
في ثمانية عشر جولة لعبها نادي العيون في دوري الدرجة الثانية السعودي موسم 2014–15، حصدَ الفريقُ الأحسائي 17 نقطة فقط وذلك بعدما فاز في أربع مبارياتٍ فقط وتعادل في خمسة وخسر في إحدى عشر. سجّل العيون 19 هدفًا فقط بينما تلقى في مقابل ذلك 24 هدفًا، وحلّّ خلف نادي الترجي الذي جاءَ سادسًا برصيدِ 22 نقطة بفارق 5 نقاطٍ كاملةٍ عن النادي الأحسائي بينما حلَّ نادي الصقور في المركز الثامن بعد العيون برصيدِ 14 نقطة (بفارق ثلاث نقاط عن الذي فوقه) جمعها بعد ثلاث انتصارات وخمس تعادلات.
| م | الفريق    | لعب | ف | ت | خ  | له | عليه | ف.أ  | نقاط |
| - | --------- | --- | - | - | -- | -- | ---- | ---- | ---- |
| 5 | البدائع   | 18  | 9 | 2 | 7  | 22 | 16   | 6    | 29   |
| 6 | الترجي    | 18  | 6 | 4 | 8  | 18 | 19   | - 1  | 22   |
| 7 | العيون    | 18  | 4 | 5 | 9  | 19 | 24   | - 5  | 17   |
| 8 | الصقور    | 18  | 3 | 5 | 10 | 15 | 31   | - 16 | 14   |
| 9 | المزاحمية | 18  | 2 | 8 | 8  | 12 | 17   | - 5  | 14   |

قائمة المباريات
هذه قائمةٌ بمباريات نادي العيون في دوري الدرجة الأولى السعودي موسم 2014–15:
| 18 أكتوبر 2014 1 | العيون | 0 – 1 | النجوم | الأحساء                              |
| 13:00            |        |       |        | الملعب: ملعب الأمير عبد الله بن جلوي |

| 25 أكتوبر 2014 2 | الحمادة | 1 – 1 | العيون | الرياض                          |
| 15:00            |         |       |        | الملعب: ملعب الأمير فيصل بن فهد |

| 31 أكتوبر 2014 3 | العيون | 1 – 2 | الأخدود | الأحساء                              |
| 14:25            |        |       |         | الملعب: ملعب الأمير عبد الله بن جلوي |

| 08 نوفمبر 2014 4 | البدائع | 1 – 2 | العيون | القصيم                     |
| 19:30            |         |       |        | الملعب: ملعب نادي البكيرية |

| 15 نوفمبر 2014 5 | العيون | 4 – 0 | الصقور | الأحساء                              |
| 16:30            |        |       |        | الملعب: ملعب الأمير عبد الله بن جلوي |

| 22 نوفمبر 2014 6 | العيون | 1 – 2 | وج | الأحساء                              |
| 11:30            |        |       |    | الملعب: ملعب الأمير عبد الله بن جلوي |

| 29 نوفمبر 2014 7 | الترجي | 3 – 1 | العيون | القطيف                                 |
| 16:25            |        |       |        | الملعب: ملعب الأمير نايف بن عبد العزيز |

| 05 ديسمبر 2014 8 | العيون | 1 – 2 | أحد | الأحساء                              |
| 14:00            |        |       |     | الملعب: ملعب الأمير عبد الله بن جلوي |

| 12 ديسمبر 2014 9 | المزاحمية | 1 – 1 | العيون | الرياض                          |
| 17:50            |           |       |        | الملعب: ملعب الأمير فيصل بن فهد |

| 20 ديسمبر 2014 10 | النجوم | 1 – 1 | العيون | الأحساء                              |
| 15:25             |        |       |        | الملعب: ملعب الأمير عبد الله بن جلوي |

| 26 ديسمبر 2014 11 | العيون | 0 – 1 | الحمادة | الأحساء                              |
| 13:00             |        |       |         | الملعب: ملعب الأمير عبد الله بن جلوي |

| 02 يناير 2015 12 | الأخدود | 2 – 0 | العيون | نجران                     |
| 14:00            |         |       |        | الملعب: ملعب نادي الأخدود |

| 17 يناير 2015 13 | العيون | 1 – 0 | البدائع | الأحساء                              |
| 16:25            |        |       |         | الملعب: ملعب الأمير عبد الله بن جلوي |

| 30 يناير 2015 15 | وج | 1 – 1 | العيون | الطائف                 |
| 16:30            |    |       |        | الملعب: ملعب الملك فهد |

| 07 فبراير 2015 16 | العيون | 1 – 0 | الترجي | الأحساء                              |
| 13:30             |        |       |        | الملعب: ملعب الأمير عبد الله بن جلوي |

| 14 فبراير 2015 17 | أحد | 3 – 1 | العيون | المدينة المنورة                        |
| 11:00             |     |       |        | الملعب: ملعب الأمير محمد بن عبد العزيز |

| 20 فبراير 2015 18 | العيون | 1 – 1 | المزاحمية | الأحساء                              |
| 18:25             |        |       |           | الملعب: ملعب الأمير عبد الله بن جلوي |

| 27 فبراير 2015 14 | الصقور | 2 – 1 | العيون | تبوك                          |
| 14:00             |        |       |        | الملعب: ملعب مدينة الملك خالد |

### إحصائيات
- سجّل العيون 19 هدفًا (بمعدل 1.05 في كلّ مباراة) بينما تلقّت شباكه 24 هدفًا (بمعدل 1.33 في كل مباراة).
  - سجّل العيون 10 أهدافٍ في المباريات التي خاضها على أرضيّة ملعبه بينما تلقَّى 9 أهداف.
  - سجّل العيون 9 أهدافٍ خارج دياره وتلقَّى في مقابل ذلك 15 هدفًا.
- خسر العيون ثلاث مبارياتٍ على التوالي، من الجولة السادسة حتى الجولة الثامنة.
  - لم يُحقّق العيون ثلاث انتصاراتٍ على التوالي، لكنّه حقّق انتصارين على التوالي كأطول سلسلة انتصاراتٍ له في الدوري هذا الموسم وذلك في الجولتين الرابعة والخامسة.
- أكبر انتصارٍ حقّقه نادي العيون في الموسم الكرويّ 2014–15 كان داخل ميدانهِ على حسابِ نادي الصقور بأربعة أهداف نظيفة في الجولة الخامسة.
  - أكبر خسارةٍ تعرض لها النادي الأحسائي كانت في الجولة السابعة حينما هُزم في القطيف أمام نادي الترجي بثلاثة أهداف مقابل واحد.